# Maria Bakalova
Maria Vălceva Bakalova (în bulgară Мария Вълчева Бакалова, AFI: [mɐˈrijɐ ˈvɤɫt͡ʃɛvɐ bɐˈkaɫovɐ]; n. 4 iunie 1996, Burgas, Bulgaria) este o actriță bulgară.
A primit diverse premii, inclusiv un premiu al Asociației Criticilor de Film pentru cea mai bună actriță într-un rol secundar, pe lângă nominalizări la premiul Oscar pentru cea mai bună actriță în rol secundar,  premiul BAFTA pentru cea mai bună actriță într-un rol secundar, premiul Globul de Aur pentru cea mai bună actriță (muzical/comedie) și un premiu al Sindicatului Actorilor pentru cea mai bună actriță într-un rol secundar.
Născută și crescută în Burgas, Bakalova și-a început cariera în cinematografia din Bulgaria interpretând în producții cinematografice în timp ce urma cursurile Academiei Naționale de Artă Teatrală și Cinematografică din Sofia. Ea a interpretat mai ales roluri dramatice în filme precum Transgression (în bulgară Трансгресия, 2017), The Father (în bulgară Бащата, 2019), Last Call (în bulgară Като за последн, 2020) și Women Do Cry (în bulgară Жените наистина плачат, 2021). Bakalova a devenit proeminentă după ce a jucat rolul Tutar Sagdiyev în  documentarul fictiv (mockumentar) Borat Subsequent Moviefilm din 2020. Performanța ei în acest film i-a adus o nominalizare la Premiul Oscar, o premieră pentru o actriță bulgară. Ulterior, ea a avut roluri principale în comedia americană The Bubble (2022), filmul slasher Bodies Bodies Bodies (2022) și drama de maturizare a lui Andrew Durham, Fairyland (2023).

## Viață și carieră

### 1996–2020: viața timpurie și începutul carierei
Maria Vălceva Bakalova s-a născut la 4 iunie 1996 la Burgas, părinții ei fiind Rumeana Bakalova și Vălcio Bakalov. Ea a început să ia lecții de canto și să cânte la flaut în jurul vârstei de șase ani. Bakalova s-a înscris la cursuri de actorie la vârsta de 12 ani, la Școala Națională de Muzică și Artă Scenică din Burgas, ea și-a amintit: „a fost un copil super-disciplinat. Citeam prea multe cărți. Eram obsedată de Dostoievski la 15, 16 ani.” În adolescență, Bakalova a avut un mare interes pentru literatură, în special pentru operele lui Gabriel García Márquez, Jorge Luis Borges și Mihail Bulgakov, ca metodă de evadare. Ea a fost inspirată să urmeze actoria cinematografică după ce a vizionat The Hunt (Vânătoarea) și l-a citat pe regizorul Thomas Vinterberg⁠(d) ca cea mai mare influență asupra ei alături de Susanne Bier⁠(d), Pedro Almodóvar, Paolo Sorrentino⁠(d) și Andrea Arnold⁠(d).

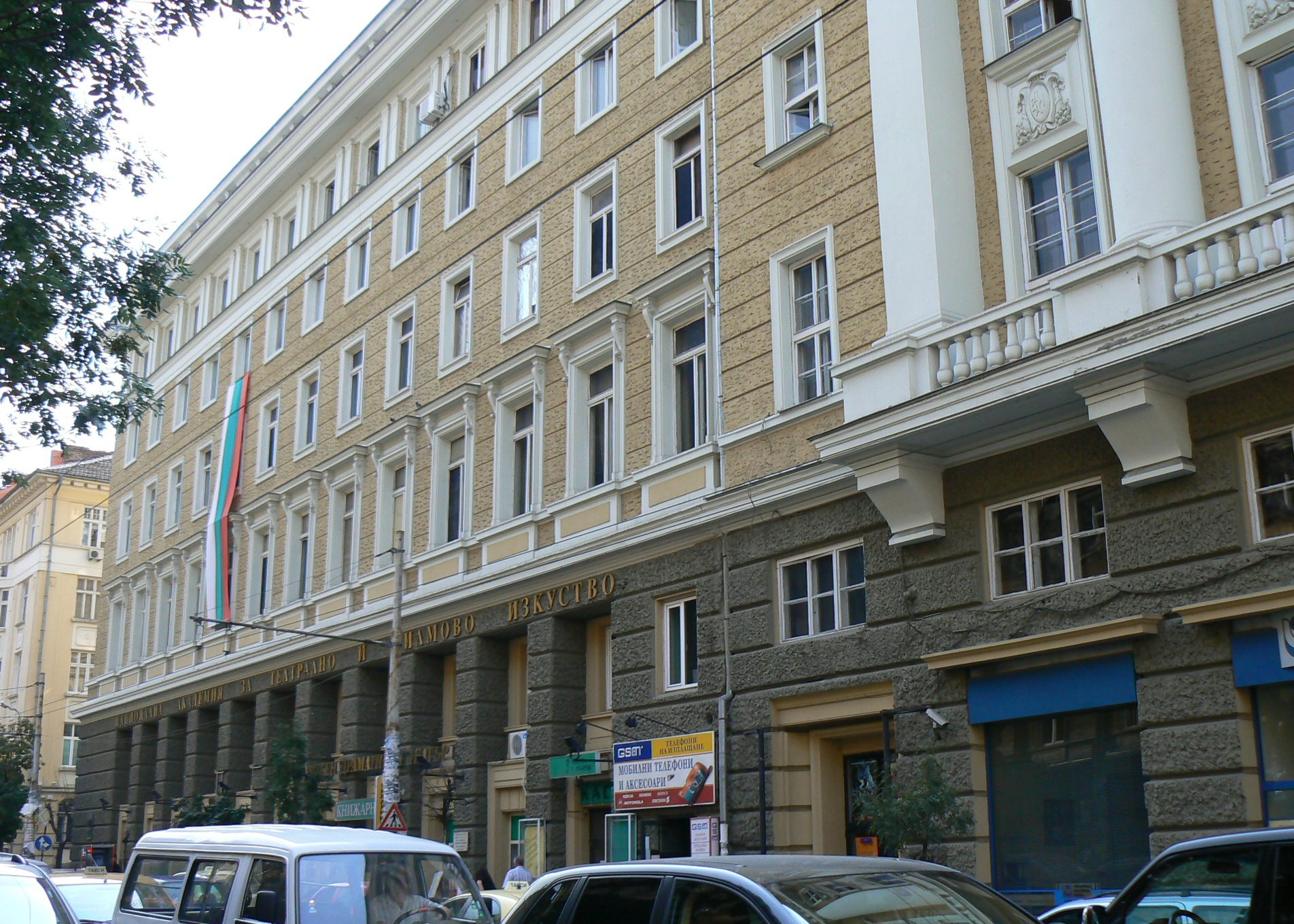
Academia Națională de Artă Teatrală și Cinematografică, unde Bakalova a studiat actoria

Bakalova s-a mutat ulterior la Sofia, unde s-a specializat în dramaturgie la Academia Națională de Artă Teatrală și Cinematografică. Ca studentă, a apărut în diferite producții de scenă, inclusiv Les Liaisons dangereuses (Legături primejdioase de Pierre Choderlos de Laclos), Sexual Perversity in Chicago de David Mamet⁠(d), Kennedy's Children (de Robert Patrick) și The Trial (Procesul de Franz Kafka). Bakalova  a debutat pe ecran jucând un rol secundar în filmul de comedie-dramă XIIa din 2017. În același an, a avut prima ei apariție într-un rol principal în filmul Transgression, unde a interpretat-o pe Yana, o tânără care are o relație neobișnuită cu un muzician rock în vârstă. Ea a primit rolul după ce o colegă de clasă a ei a înscris-o pentru o audiție în timpul primului ei an la universitate. Filmul Transgression a fost proiectat la mai multe festivaluri de film din Europa și America de Nord, înainte de a fi lansat de HBO Max în 2021. În 2018, Bakalova a câștigat premiul pentru cea mai bună actriță la Festivalul de film alternativ din Toronto pentru interpretarea ei.

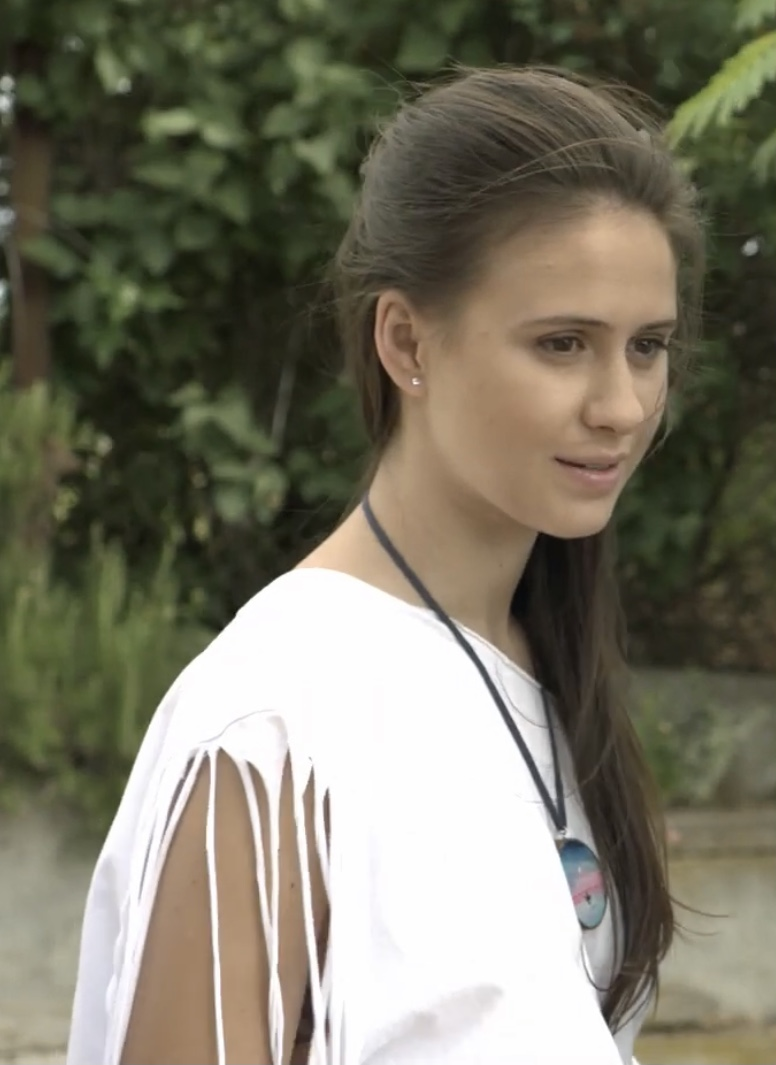
Bakalova pe platourile de filmare din Last Call în 2019

În al treilea an de studii, s-a oferit voluntar să-i ajute pe regizorii Kristina Grozeva⁠(d) și Petar Valchanov⁠(d), care au predat singura clasă de actorie cinematografică la academie, cu programări și alte sarcini, și a  călătorit cu ei pe platoul de filmare la care lucrau, așa că a putut să urmărească modul în care munceau și să învețe de la ei. Unul dintre regizori a invitat-o la o audiție pentru un rol minor în filmul lor The Father (Tatăl, 2019); ea a obținut rolul și a filmat o scurtă scenă flashback ca versiunea tânără a unuia dintre personaje. The Father a câștigat premiul Globul de cristal pentru cel mai bun film la cea de-a 54-a ediție a Festivalului Internațional de Film de la Karlovy Vary și a fost selectat drept candidatura bulgară la categoria Cel mai bun film străin la cea de-a 93-a ediție a Premiilor Oscar din 2021.
Condusă de fascinația ei pentru cinematografia daneză – în special pentru lucrarea lui Thomas Vinterberg⁠(d), Lars von Trier și mișcarea lor Dogme 95 – Bakalova și-a convins părinții să o ducă într-o excursie în Danemarca cu câteva luni înainte de a absolvi. Acolo, ea a vizitat sediul companiei daneze de film Zentropa⁠(d) și a întrebat dacă ar putea deveni asistentă de producție  la următorul film al lui von Trier; i s-a spus că va trebui să învețe limba daneză, ceea ce a fost de acord să facă. Apoi a început să studieze limba, înainte de a absolvi cu o diplomă de licență în arte și de a se muta la Los Angeles în 2019. Bakalova a apărut apoi în comedia-dramă din 2020, Last Call, în rolul Alexandrei, o fată sinucigașă care este pe punctul de a-și pune capăt vieții. Performanța ei a fost primită pozitiv de critici, iar Yanko Terziev de la revista Capital a scris că portretizarea ei a personajului a dat „căldura și lirismul” filmului.

### 2020 – prezent: descoperirea sa la Hollywood
În 2020, Bakalova  a portretizat-o pe Tutar Sagdiyev, fiica reporterului fictiv kazah Borat Sagdiyev, în filmul mockumentar Borat Subsequent Moviefilm alături de vedeta Sacha Baron Cohen. Deși inițial a fost creditată ca Irina Nowak, presa a dezvăluit ulterior implicarea ei. În timpul procesului de audiție, Bakalova a trebuit să călătorească la Londra pentru un apel invers; secretul din jurul proiectului a făcut-o să se îngrijoreze că ar fi putut intra într-o schemă de trafic de persoane. Filmul a fost lăudat ca „cea mai importantă piesă de impact de divertisment politic” în săptămânile premergătoare alegerilor prezidențiale din Statele Unite ale Americii din 2020 cu o scenă în care Rudy Giuliani pare să-și atingă cu mâinile organele sexuale în timp ce stătea întins pe un pat în prezența personajului lui Bakalova (care se dă jurnalistă TV), scenă care a atras o atenție semnificativă a presei.  Criticii i-au lăudat performanța, unii afirmând că a fost printre cele mai bune ale anului. Matt Fowler de la IGN a remarcat că „descoperirea fantastică a filmului, Maria Bakalova, egala pe ecran a lui Sacha Baron Cohen, este despre cine și despre ce vor vorbi majoritatea oamenilor”. Criticul de film  Los Angeles Times, Justin Chang,⁠(d) a descris performanța ei ca fiind „superbă”, lăudând portretizarea ei a călătoriei personajului ei „cu o energie nebună și o convingere emoționantă”. Pentru interpretarea ei, Bakalova a primit mai multe premii, inclusiv premiul Asociației Criticilor de Film pentru cea mai bună actriță în rol secundar. De asemenea, a fost nominalizată pentru cea mai bună actriță în rol secundar la Premiile Oscar, Premiile BAFTA și Premiile Sindicatului Actorilor și pentru cea mai bună actriță într-un film de comedie sau muzical la Globurile de Aur. Ea a devenit prima actriță bulgară nominalizată la aceste premii.

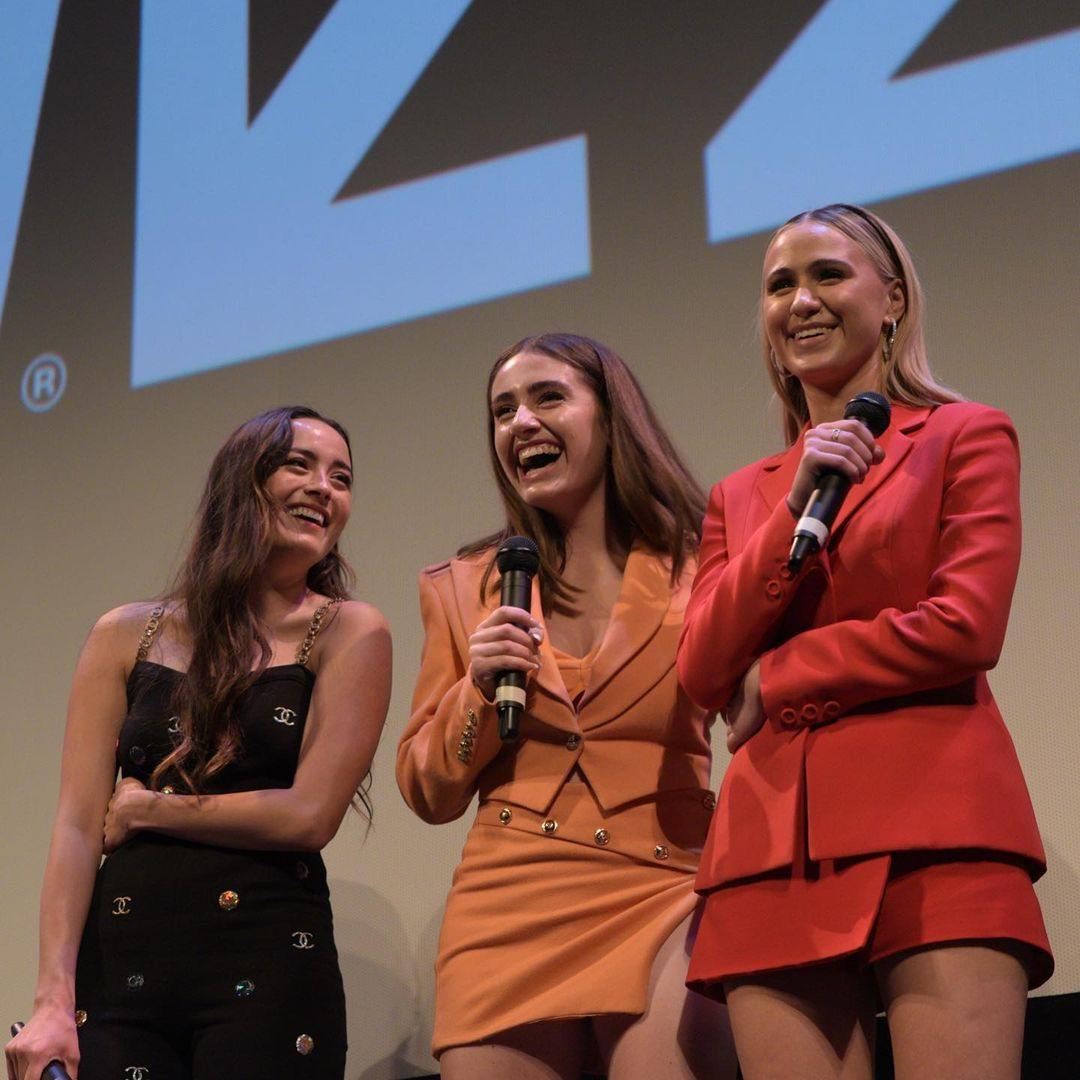
Bakalova cu Chase Sui Wonders și Rachel Sennott la SXSW în 2022

Bakalova a interpretat apoi rolul Sonjei, o tânără de 19 ani care descoperă că este HIV pozitivă și neagă nevoia ei de tratament, în Women Do Cry (2021), regizat de Mina Mileva și Vesela Kazakova. Filmul a avut premiera cu recenzii pozitive din partea criticilor la Festivalul Internațional de Film de la Cannes din 2021, unde a concurat în secțiunea Un Certain Regard și a primit o nominalizare la premiul Queer Palm⁠(d), un premiu sponsorizat independent pentru filme selectate relevante pentru LGBT, care au participat la Festivalul de Film de la Cannes. În același an, Bakalova s-a alăturat Academiei Americane a Artelor și Științelor Filmului ca membru al Filialei de Actori.
În 2022, a jucat alături de Amandla Stenberg⁠(d) și Pete Davidson în filmul de groază al companiei independente A24, Bodies Bodies Bodies. Filmul a avut recenzii predominant favorabile. Scriind pentru New York Post, Johnny Oleksinski a descris interpretarea lui Bakalova ca fiind „subtilă și identificabilă cu o notă de întunecime”, adăugând că ea „[a dovedit] că poate face mult mai mult decât să-i păcălească pe sudiștii albi”,, în timp ce alți critici au simțit că talentele ei comice au fost irosite interpretând un personaj serios. Următorul ei rol a fost în filmul lui Judd Apatow, The Bubble (2022), ca parte dintr-o distribuție care i-a inclus pe Karen Gillan, David Duchovny, Leslie Mann și Pedro Pascal. Filmul a avut în mare parte recenzii negative, iar criticul New York Times Ben Kenigsberg a scris că a „sub-utilizat-o” pe Bakalova. După ce a interpretat vocea câinelui fictiv Cosmo the Spacedog⁠(d) în emisiunea TV The Guardians of the Galaxy Holiday Special (2022), a jucat în comedia romantică The Honeymoon (2022), care a marcat și prima sa producție de film. În film a interpretat-o pe Sarah, a cărei lună de miere este distrusă de cel mai bun prieten al soțului ei și care este urmărită de personajul lui Lucas Bravo.
Bakalova a apărut apoi în debutul regizoral al lui Andrew Durham, Fairyland (2023), care a avut premiera la Festivalul de Film Sundance din 2023. Ea își va relua rolul personajului Cosmo the Spacedog în filmul cu supereroi Marvel Cinematic Universe⁠(d) Guardians of the Galaxy Vol. 3 din 2023.
Bakalova este programată să aibă o apariție cameo în Unfrosted: The Pop-Tart Story regizat de Jerry Seinfeld. Ea este, de asemenea, distribuită să joace alături de Alex Pettyfer în filmul de crimă inspirat de evenimente reale  Branded, bazat pe un articol al lui David Grann din The New Yorker despre originile și extinderea Frăției Ariene (Aryan Brotherhood). Bakalova va co-produce filmul Triumph al regizorilor Kristina Grozeva și Petar Valchanov și va apărea în Electra alături de Daryl Wein⁠(d), Jack Farthing⁠(d) și Abigail Cowen⁠(d). În noiembrie 2022, s-a alăturat distribuției filmului thriller de acțiune Dirty Angels, regizat de Martin Campbell. Ea va juca, de asemenea, ca Abby, în comedia dramatică SF a lui Madeleine Sackler⁠(d), O Horizon.

## Imagine publică
În 2020, Variety a inclus-o pe Bakalova în lista lor cu cei mai buni „10 actori de urmărit”, în timp ce The New York Times a numit-o drept una dintre vedetele eruptive din 2020. Din 2021, ea a lucrat îndeaproape cu directorul de creație de la Louis Vuitton, Nicolas Ghesquière. În 2021, ea a apărut pe două dintre listele anuale ale revistei Forbes, 30 Under 30, care recunosc cele mai influente 30 de persoane sub 30 de ani din Europa. În același an, revista W a prezentat-o în numărul lor anual „Best Performances”, iar Variety a numit-o printre femeile care au avut un impact asupra industriei globale de divertisment. Bakalova a ocupat de două ori primul loc pe lista Forbes Bulgaria cu cele mai bune 70 de celebrități bulgare”.
Bakalova este un avocat al reprezentării Bulgariei și Europei de Est la Hollywood. Ea este co-fondatoare a companiei de producție Five Oceans, care își propune să prezinte povestiri bulgare, balcanice și slave publicului internațional, alături de Julian Kostov⁠(d). La cea de-a 27-a ediție a premiilor Asociației Criticilor de Film, Bakalova și-a exprimat sprijinul pentru Ucraina și a cerut „o nouă eră a schimburilor culturale și artistice între Europa de Est și Hollywood”.

## Filmografie

### Film
| † | Indică filme care nu au fost încă lansate |

| An   | Titlu                              | Rol                          | Note                     |
| ---- | ---------------------------------- | ---------------------------- | ------------------------ |
| 2017 | XIIa                               | Milena                       |                          |
| 2017 | Transgression⁠(d)                   | Yana                         |                          |
| 2019 | The Father⁠(d)                      | tânăra Valentina             |                          |
| 2020 | Last Call⁠(d)                       | Alexandra                    |                          |
| 2020 | Borat Subsequent Moviefilm⁠(d)      | Tutar Sagdiyev               |                          |
| 2021 | Women Do Cry⁠(d)                    | Sonja                        |                          |
| 2022 | Bodies Bodies Bodies⁠(d)            | Bee                          |                          |
| 2022 | The Bubble⁠(d)                      | Anika                        |                          |
| 2022 | The Honeymoon⁠(d)                   | Sarah                        | Și producătoare          |
| 2023 | Fairyland⁠(d)                       | Paulette                     |                          |
| 2023 | Guardians of the Galaxy Vol. 3 †   | Cosmo the Spacedog⁠(d) (voce) | Post-producție           |
| TBA  | Unfrosted: The Pop-Tart Story⁠(d) † | TBA                          | Post-producție           |
| TBA  | Electra †                          | Francesca                    | Post-producție           |
| TBA  | O Horizon⁠(d) †                     | Abby                         | Post-producție           |
| TBA  | Dirty Angels⁠(d) †                  | The Bomb                     | Post-producție           |
| TBA  | Triumph⁠(d) †                       | Slava Platnikova             | Filmări; și producătoare |

### Televiziune
| An   | Titlu                                          | Rol                            | Note                                  | Ref.   |
| ---- | ---------------------------------------------- | ------------------------------ | ------------------------------------- | ------ |
| 2021 | Borat's American Lockdown & Debunking Borat⁠(d) | Tutar Sagdiyev⁠(d)              | Episodul: "Borat's American Lockdown" | [ 75 ] |
| 2022 | The Guardians of the Galaxy Holiday Special⁠(d) | Cosmo the Spacedog⁠(d) (voce)   | Special TV                            | [ 54 ] |
| 2024 | Creature Commandos⁠(d) †                        | Prințesa Ilana Rostovic (voce) | Serie TV viitoare                     | [ 76 ] |

## Premii și nominalizări
Bakalova a primit un premiu al Asociației Criticilor de Film pentru cea mai bună actriță în rol secundar pentru interpretarea sa din Borat Subsequent Moviefilm (2020). Ea a fost nominalizată pentru cea mai bună actriță în rol secundar la premiile Oscar, premiile BAFTA și premiile Sindicatului Actorilor și pentru cea mai bună actriță într-un film de comedie sau muzical la premiile Globul de Aur, toate pentru interpretarea ficei lui Borat Sagdiyev, Tutar, în Borat Subsequent Moviefilm (2020).
Maria Bakalova a mai câștigat diverse premii, ca de exemplu Alliance of Women Film Journalists⁠(d), premiul Askeer ca ambasadoare activă a Bulgariei, Atlanta Film Critics Circle, premiul Asociației Criticilor de Film din Boston, premiul Asociației Criticilor de Film din Chicago, Chicago Indie Critics, premiul Asociației Criticilor de Film din Detroit, premiul Asociației Criticilor de Film din Florida, premiul Asociației Criticilor de Film din Georgia, premiul Gold Derby, premiul Asociației Criticilor de Film din Houston, premiul Asociației Jurnaliștilor de Film din Indiana, London Film Critics' Circle⁠(d), Music City Film Critics Association, premiul Asociației Criticilor de Film din New York, premiul Asociației Criticilor de Film din Dakota de Nord și multe altele.
A fost numită Cetățean de onoare al Bulgariei în 2021.

### Citate
1. 1 2  Emma Nolan (22 octombrie 2020), Who is Maria Bakalova? Borat's Daughter in Rudy Giuliani Hotel Scene (în engleză), Newsweek, accesat în 23 octombrie 2020
2. ↑  Borat Subsequent Moviefilm: Delivery of Prodigious Bribe to American Regime for Make Benefit Once Glorious Nation of Kazakhstan
3. ↑  „Watch The Bubble | Netflix Official Site” (în engleză). www.netflix.com. Accesat în 16 aprilie 2023.
4. ↑  Erbland, Kate (7 decembrie 2022). „Sundance 2023 Lineup: New Films from Nicole Holofcener, Brandon Cronenberg, Jonathan Majors, & More” (în engleză). IndieWire. Accesat în 16 aprilie 2023.
5. ↑  „Мария Бакалова: Ако знаете бащиното ми име, ще направите връзката”. 24 Chasa⁠(d) (în bulgară). 24 noiembrie 2021. Arhivat din original la 30 august 2022. Accesat în 30 august 2022.
6. ↑  Barzakova, Teodora (23 octombrie 2020). „Коя е Мария Бакалова. Или следващата най-известна българка в света”. Radio Free Europe (în bulgară). Arhivat din original la 5 octombrie 2021. Accesat în 4 septembrie 2022.
7. ↑  Nathan, Sara; Milic, Hannah (24 aprilie 2021). „The wild story of how Oscar nominee Maria Bakalova got her 'Borat' role”. Page Six. Arhivat din original la 19 mai 2022. Accesat în 3 iulie 2021.
8. 1 2  Itzkoff, Dave (11 November 2020). „Meet Maria Bakalova, the Breakout Star of the Borat Sequel”. The New York Times. Arhivat din original la 11 August 2022. Accesat în limited. Mai multe valori specificate pentru |accessdate= și |access-date= (ajutor); Verificați datele pentru: |access-date= (ajutor)
9. 1 2  Andreeva, Nellie (2 februarie 2021). „Maria Bakalova's Journey From Burgas to 'Borat' & Living the Dream She'd Given Up”. Deadline Hollywood. Arhivat din original la 25 august 2022. Accesat în 18 mai 2021.
10. ↑  Leach, Samantha (14 aprilie 2021). „Don't Write Maria Bakalova's Story Off As A Hollywood Fairytale”. Bustle⁠(d). Arhivat din original la 1 septembrie 2022. Accesat în 1 septembrie 2022.
11. ↑  White, Adam (14 septembrie 2022). „Maria Bakalova: 'I don't know if Rudy Giuliani would even see Bodies Bodies Bodies…'”. The Independent. Arhivat din original la 24 septembrie 2022. Accesat în 3 septembrie 2022.
12. ↑  Zahed, Ramin (4 ianuarie 2021). „Maria Bakalova on empowerment, Rudy Giuliani and the risky business of 'Borat'”. Los Angeles Times. Arhivat din original la 29 august 2022. Accesat în 4 septembrie 2022.
13. ↑  Vatsova, Vladislava (6 februarie 2021). „Мария Бакалова още в НАТФИЗ импровизира – за това умение я номинираха за "Златен глобус"”. 24 Chasa⁠(d) (în bulgară). Arhivat din original la 5 septembrie 2021. Accesat în 4 septembrie 2021.
14. 1 2  Kohn, Eric (1 decembrie 2020). „'Borat 2' Star Maria Bakalova: Behind the Scenes of the Year's Most Surprising Breakthrough Performance”. IndieWire⁠(d). Arhivat din original la 26 august 2022. Accesat în 28 august 2022.
15. ↑  Rice, Nicholas (26 octombrie 2020). „Meet Borat 2 Breakout Maria Bakalova, Who Steals Scenes from Sacha Baron Cohen in Sequel”. People. Arhivat din original la 17 august 2022. Accesat în 6 martie 2022.
16. ↑  Lynch, David (23 noiembrie 2020). „Maria Bakalova Is the Borat Sequel Breakout, but Transgression Showed What She Can Do”. Paste⁠(d). Arhivat din original la 14 mai 2022. Accesat în 3 iulie 2021.
17. ↑  Barnes, Kelsey (10 august 2022). „Not many actresses can enter Hollywood as swiftly and loudly as Maria Bakalova did”. 1883 Magazine. Arhivat din original la 24 august 2022. Accesat în 5 septembrie 2022.
18. ↑  Andreeva, Bistra (10 mai 2021). „'Трансгресия': докъде сме готови да стигнем от любов”. Momichetata (în Bulgarian). Arhivat din original la 26 octombrie 2021. Accesat în 3 iulie 2021.
19. ↑  Molloy, Tim (22 octombrie 2020). „Meet Maria Bakalova, the Actress Who Plays Borat's Daughter”. MovieMaker⁠(d). Arhivat din original la 6 martie 2022. Accesat în 3 iulie 2021.
20. ↑  Welk, Brian (6 ianuarie 2021). „'Borat' Star Maria Bakalova Says Getting Cast in Bulgaria's 'The Father' Was 'Best Day of My Life'”. TheWrap⁠(d). Arhivat din original la 19 decembrie 2021. Accesat în 19 decembrie 2021.
21. ↑  Tizard, Will (6 iulie 2019). „Bulgarian-Greek Road Comedy 'The Father' Wins at Karlovy Vary”. Variety. Arhivat din original la 13 august 2022. Accesat în 18 august 2022.
22. ↑  Smith, Anna (2 februarie 2021). „Int'l Critics Line: Anna Smith On Bulgaria's Oscar Entry 'The Father'”. Deadline Hollywood. Arhivat din original la 13 august 2022. Accesat în 29 august 2022.
23. ↑  Hess, Liam (13 aprilie 2021). „Maria Bakalova Is More Than This Year's Oscars Underdog”. Vogue. Arhivat din original la 16 octombrie 2021. Accesat în 2 iulie 2021.
24. 1 2  Freeman, Abigail; Lotto Persio, Sofia (8 aprilie 2021). „Forbes 30 Under 30 Europe 2021”. Forbes. Arhivat din original la 18 iulie 2022. Accesat în 3 iulie 2021.
25. 1 2 3  Harris, Hunter (2 August 2022). „Maria Bakalova on Borat, Bodies Bodies Bodies, and the MCU”. Vulture⁠(d). Arhivat din original la 26 August 2022. Accesat în limited. Mai multe valori specificate pentru |accessdate= și |access-date= (ajutor); Verificați datele pentru: |access-date= (ajutor)
26. ↑  Dobriou, Stefan (11 iunie 2020). „Last Call to try to lure Bulgarian audiences back to cinemas”. Cineuropa. Arhivat din original la 17 august 2022. Accesat în 29 august 2022.
27. ↑  Terziev, Yanko (11 June 2021). „Кино: "Като за последно"”. Capital⁠(d) (în bulgară). Arhivat din original la 25 October 2021. Accesat în subscription. Mai multe valori specificate pentru |accessdate= și |access-date= (ajutor); Verificați datele pentru: |access-date= (ajutor)
28. ↑  Saad, Nardine (23 octombrie 2020). „Meet Maria Bakalova, the 'Borat' star in that Giuliani scene”. Los Angeles Times. Arhivat din original la 15 august 2022. Accesat în 25 octombrie 2020.
29. ↑  Rosen, Christopher (21 octombrie 2020). „Who Plays Borat's Daughter in Borat 2? Introducing Maria Bakalova”. Vanity Fair. Arhivat din original la 15 octombrie 2021. Accesat în 23 octombrie 2020.
30. ↑  . Arhivat din original|archive-url= necesită |url= (ajutor) la 29 August 2022. Verificați datele pentru: |access-date= (ajutor); Lipsește sau este vid: |title= (ajutor);
31. ↑  Bishop 2022, p. 50.
32. ↑  Becker 2021, p. 117.
33. ↑  Robinson, Matthew (22 October 2020). „Borat sting: Rudy Giuliani was 'just tucking shirt in'”. The Times. Arhivat din original la 22 August 2022. Accesat în subscription. Mai multe valori specificate pentru |accessdate= și |access-date= (ajutor); Verificați datele pentru: |access-date= (ajutor)
34. ↑  Sarkisian, Jacob (20 decembrie 2020). „The 15 best acting performances in movies in 2020”. Business Insider. Arhivat din original la 30 august 2022. Accesat în 29 august 2022.
35. ↑  Fowler, Matt (22 octombrie 2020). „Borat Subsequent Moviefilm Review”. IGN. Arhivat din original la 6 aprilie 2022. Accesat în 25 octombrie 2020.
36. ↑  Chang, Justin (21 octombrie 2020). „Review: Sacha Baron Cohen takes on Trump and coronavirus in clever, scattershot 'Borat' sequel”. Los Angeles Times. Arhivat din original la 26 august 2022. Accesat în 21 d.Hr..
37. 1 2  „Critics Choice Awards 2021: See the full list of winners”. CNN. 3 martie 2021. Arhivat din original la 14 aprilie 2022. Accesat în 21 martie 2021.
38. 1 2  Shoard, Catherine (15 martie 2021). „Oscars 2021: two female directors and nine actors of colour nominated in historic year”. The Guardian. Arhivat din original la 26 iulie 2022. Accesat în 1 septembrie 2021.
39. 1 2  „2021 EE British Academy Film Awards: The Nominations”. British Academy of Film and Television Arts. 9 martie 2021. Arhivat din original la 28 august 2022. Accesat în 7 aprilie 2021.
40. 1 2  Gonzalez, Sandra (4 aprilie 2021). „SAG Awards: See the full list of winners”. CNN. Arhivat din original la 18 ianuarie 2022. Accesat în 1 septembrie 2021.
41. 1 2  Welk, Brian (3 februarie 2021). „Maria Bakalova Blacked Out With Excitement Over Being First Bulgarian Golden Globes Nominee”. TheWrap⁠(d). Arhivat din original la 19 decembrie 2021. Accesat în 19 decembrie 2021.
42. ↑  Todorov, Svetoslav (3 februarie 2021). „Maria Bakalova Becomes Bulgaria's First Golden Globe Nominee”. Balkan Insight⁠(d). Arhivat din original la 3 februarie 2022. Accesat în 3 februarie 2021.
43. ↑  Yossman, K.J. (14 iulie 2021). „'Borat Subsequent Moviefilm' Star Maria Bakalova Stars in Cannes Contender 'Women Do Cry'”. Variety. Arhivat din original la 27 iulie 2022. Accesat în 19 decembrie 2021.
44. ↑  Blyth, Antonia (10 iunie 2021). „Maria Bakalova: 'Women Do Cry' Has "A Lot Of Similarities" To 'Borat Subsequent Moviefilm' – Cannes Studio”. Deadline Hollywood. Arhivat din original la 17 august 2022. Accesat în 19 februarie 2023.
45. ↑  Hunter, Allan (14 iunie 2021). „'Women Do Cry': Cannes Review”. Screen Daily⁠(d). Arhivat din original la 28 septembrie 2022. Accesat în 1 martie 2023.
46. ↑  Sharf, Zack (10 iunie 2021). „Cannes Film Festival 2021 Lineup: Sean Baker, Wes Anderson, and More Compete for Palme d'Or”. IndieWire⁠(d). Arhivat din original la 4 mai 2022. Accesat în 3 iulie 2021.
47. ↑  Davis, Clayton (1 iulie 2021). „Academy Invites 395 New Members for 2021, Including Robert Pattinson, Andra Day, Steven Yeun”. Variety. Arhivat din original la 27 iunie 2022. Accesat în 28 august 2021.
48. ↑  . Arhivat din original|archive-url= necesită |url= (ajutor) la 21 August 2022. Verificați datele pentru: |access-date= (ajutor); Lipsește sau este vid: |title= (ajutor);
49. ↑  Oleksinski, Johnny (4 august 2022). „'Bodies Bodies Bodies' review: Pete Davidson and Co. kill as insufferable 20-somethings”. New York Post. Arhivat din original la 22 august 2022. Accesat în 22 august 2022.
50. ↑  Amidon, Aurora (5 august 2022). „Bodies Bodies Bodies Is a Funny, Bloody Ode to Gen Z”. Paste⁠(d). Arhivat din original la 6 august 2022. Accesat în 22 august 2022.
51. ↑  . Arhivat din original|archive-url= necesită |url= (ajutor) la 20 August 2022. Verificați datele pentru: |access-date= (ajutor); Lipsește sau este vid: |title= (ajutor);
52. ↑  Apatow 2022, p. 468.
53. ↑  Kenigsberg, Ben (31 March 2022). „'The Bubble' Review: Swabs, Camera, Action”. The New York Times. Arhivat din original la 22 August 2022. Accesat în limited. Mai multe valori specificate pentru |accessdate= și |access-date= (ajutor); Verificați datele pentru: |access-date= (ajutor)
54. 1 2  Robinson, Ellie (26 octombrie 2022). „Guardians Of The Galaxy kidnap Kevin Bacon in trailer for holiday special”. NME. Arhivat din original la 26 octombrie 2022. Accesat în 26 octombrie 2022.
55. ↑  Fauria, Krysta (29 decembrie 2022). „Maria Bakalova wants to make you feel something”. Associated Press. Arhivat din original la 29 decembrie 2022. Accesat în 30 decembrie 2022.
56. ↑  Canfield, David (7 decembrie 2022). „Sundance's 2023 Lineup: Cat Person, Anne Hathaway, and More”. Vanity Fair. Arhivat din original la 8 decembrie 2022. Accesat în 15 decembrie 2022.
57. ↑  Wiseman, Andreas (6 iunie 2022). „'Borat' Breakout Maria Bakalova Set For Key Role In Marvel's 'Guardians Of The Galaxy Vol. 3'”. Deadline Hollywood. Arhivat din original la 24 august 2022. Accesat în 6 iunie 2022.
58. ↑  Grobar, Matt (11 august 2022). „'Borat' Breakout Maria Bakalova Joins Sofia Coppola-Produced 'Fairyland' And Jerry Seinfeld's Pop-Tart Pic 'Unfrosted' For Netflix”. Deadline Hollywood. Arhivat din original la 24 august 2022. Accesat în 11 august 2022.
59. ↑  Lodderhose, Diana (5 mai 2022). „Alex Pettyfer, Maria Bakalova, Tom Hopper & Frank Grillo Set For Kieron Hawkes Pic 'Branded' — Cannes Market”. Deadline Hollywood. Arhivat din original la 20 iunie 2022. Accesat în 7 iunie 2022.
60. ↑  . Arhivat din original|archive-url= necesită |url= (ajutor) la 23 June 2022. Verificați datele pentru: |access-date= (ajutor); Lipsește sau este vid: |title= (ajutor);
61. 1 2  Andreeva, Nellie (25 august 2022). „Maria Bakalova To Headline & Produce 'Triumph' In Her First Bulgarian Movie Following 'Borat' Breakthrough”. Deadline Hollywood. Arhivat din original la 27 august 2022. Accesat în 26 august 2022.
62. ↑  Wiseman, Andreas (22 septembrie 2022). „'Borat' Breakout Maria Bakalova To Star In Thriller 'Electra'; Filming Underway In Italy For Director Hala Matar”. Deadline Hollywood. Arhivat din original la 28 septembrie 2022. Accesat în 28 septembrie 2022.
63. ↑  Kit, Borys (4 noiembrie 2022). „Maria Bakalova Joins Eva Green, Ruby Rose in Millennium Action Thriller 'Dirty Angels'”. The Hollywood Reporter. Arhivat din original la 8 noiembrie 2022. Accesat în 8 noiembrie 2022.
64. ↑  Grobar, Matt (6 ianuarie 2023). „Maria Bakalova & David Strathairn Set For Sci-Fi Dramedy 'O Horizon' From 'O.G.' Filmmaker Madeleine Sackler”. Deadline Hollywood. Arhivat din original la 6 ianuarie 2023. Accesat în 7 ianuarie 2023.
65. ↑  Riley, Jenelle (16 decembrie 2021). „Variety's 10 Actors to Watch 2020”. Variety. Arhivat din original la 27 iunie 2022. Accesat în 29 august 2022.
66. ↑  Salam, Maya (23 December 2020). „The Breakout Stars of 2020”. The New York Times. Arhivat din original la 24 January 2022. Accesat în limited. Mai multe valori specificate pentru |accessdate= și |access-date= (ajutor); Verificați datele pentru: |access-date= (ajutor)
67. ↑  Satenstein, Liana (16 iulie 2021). „Maria Bakalova of Women Do Cry Talks Her Futuristic Louis Vuitton Look at Cannes”. Vogue. Arhivat din original la 24 octombrie 2021. Accesat în 29 august 2022.
68. ↑  Nordstrom, Leigh (25 aprilie 2021). „Behind the Scenes of Maria Bakalova's Princess Oscars Gown”. Women's Wear Daily⁠(d). Arhivat din original la 13 mai 2022. Accesat în 30 august 2022.
69. ↑  Hirschberg, Lynn (24 februarie 2021). „Maria Bakalova Didn't Know Much About Rudy Giuliani Before Borat”. W⁠(d). Arhivat din original la 14 decembrie 2022. Accesat în 14 ianuarie 2023.
70. ↑  Garrett, Diane (4 martie 2021). „From Maria Bakalova to Hikari: Women That Have Made an Impact in Global Entertainment”. Variety. Arhivat din original la 13 august 2022. Accesat în 29 august 2022.
71. ↑  Georgieva, Zlatina; Tarandova, Eleonora (15 decembrie 2021). „Топ 70 на българските знаменитости”. Forbes Bulgaria (în bulgară). Arhivat din original la 29 august 2022. Accesat în 29 august 2022.
72. ↑  Love, Katherine (6 martie 2023). „World Of Forbes: Stories Of Entrepreneurial Capitalism Across Our 45 International Editions”. Forbes. Arhivat din original la 7 martie 2023. Accesat în 12 martie 2023.
73. ↑  Kohn, Eric (13 august 2022). „From 'Blonde' to 'Star Wars,' Hollywood Needs to Accept Actors' Accents”. IndieWire⁠(d). Arhivat din original la 27 august 2022. Accesat în 29 august 2022.
74. ↑  Zornosa, Laura (13 august 2022). „Maria Bakalova, Billy Crystal and other stars show support for Ukraine”. The New York Times. Arhivat din original la 11 ianuarie 2023. Accesat în 13 martie 2022.
75. ↑  Bradshaw, Peter (26 mai 2021). „Borat Supplemental Reportings Retrieved from Floor of Stable Containing Editing Machine review”. The Guardian. Accesat în 31 august 2022. Text "{" ignorat (ajutor); Parametru necunoscut |Rol
! scope= ignorat (ajutor); Parametru necunoscut |-
! scope= ignorat (ajutor); Parametru necunoscut |An
! scope= ignorat (ajutor); Parametru necunoscut |Note
! scope= ignorat (ajutor); Parametru necunoscut |class= ignorat (ajutor); Parametru necunoscut |Titlu
! scope= ignorat (ajutor)
76. ↑  Hipes, Patrick (12 aprilie 2023). „DC's 'Creature Commandos' Gets Voice Cast Including Frank Grillo, David Harbour, Maria Bakalova, Indira Varma, More”. Deadline Hollywood. Arhivat din original la 12 aprilie 2023. Accesat în 12 aprilie 2023.
77. ↑  Johanson, MaryAnn (5 ianuarie 2021). „2020 EDA Award Winners”. Flick Filosopher. Arhivat din original la 25 ianuarie 2021. Accesat în 8 septembrie 2021.
78. ↑  „Maria Bakalova Awarded Honorary Askeer as Ambassador of Bulgarian Acting School”. Novinite. 8 aprilie 2021. Arhivat din original la 8 septembrie 2021. Accesat în 8 septembrie 2021.
79. ↑  Neglia, Matt (1 februarie 2021). „The 2020 Atlanta Film Critics Circle (AFCC) Winners”. NextBigPicture. Arhivat din original la 18 septembrie 2021. Accesat în 8 septembrie 2021.
80. ↑  Anderson, Erik (19 decembrie 2020). „Boston Online Film Critics go big for 'Nomadland'”. AwardsWatch. Arhivat din original la 26 aprilie 2021. Accesat în 8 septembrie 2021.
81. ↑  Pedersen, Erik (21 decembrie 2020). „Chicago Film Critics Awards: 'Nomadland' Scores Best Picture, Director, Actress & Two Others”. Deadline Hollywood. Arhivat din original la 2 mai 2021. Accesat în 8 septembrie 2021.
82. ↑  „2020 CIC Awards”. Chicago Indie Critics. Arhivat din original la 3 ianuarie 2021. Accesat în 8 septembrie 2021.
83. ↑  „Detroit Film Critics Society Announces 2020 Awards”. Detroit Film Critics Society⁠(d). Arhivat din original la 8 martie 2021. Accesat în 8 septembrie 2021.
84. ↑  „2020 FFCC Winners”. Florida Film Critics Circle⁠(d). 21 decembrie 2020. Arhivat din original la 22 decembrie 2020. Accesat în 8 septembrie 2021.
85. ↑  Neglia, Matt (12 martie 2021). „The 2020 Georgia Film Critics Association (GFCA) Winners”. NextBestPicture. Arhivat din original la 4 mai 2022. Accesat în 8 septembrie 2021.
86. ↑  „2021 Gold Derby Film Awards winners: 'Nomadland' wins Best Picture, Carey Mulligan and Chadwick Boseman take lead acting honors”. Gold Derby⁠(d). 20 aprilie 2021. Arhivat din original la 20 aprilie 2021. Accesat în 8 septembrie 2021.
87. ↑  Darling, Cary (18 ianuarie 2021). „Houston Film Critics name 'Nomadland' best film”. Houston Chronicle. Arhivat din original la 25 ianuarie 2021. Accesat în 8 septembrie 2021.
88. ↑  Lloyd, Christopher (21 decembrie 2020). „IFJA Announces 2020 Film Awards”. Indiana Film Journalists Association. Arhivat din original la 27 februarie 2021. Accesat în 8 septembrie 2021.
89. ↑  Wiseman, Andreas (7 februarie 2021). „'Nomadland' Scoops Film Of The Year At London Critics' Circle Awards; 'Saint Maud', Chadwick Boseman Also Among Winners”. Deadline Hollywood. Arhivat din original la 8 februarie 2021. Accesat în 8 septembrie 2021.
90. ↑  Ciccarone, Erica (12 ianuarie 2021). „Music City Film Critics' Association Announces 2020 Winners”. Nashville Scene⁠(d). Arhivat din original la 8 septembrie 2021. Accesat în 8 septembrie 2021.
91. ↑  Lindahl, Chris; Blauvelt, Christian (18 decembrie 2020). „New York Film Critics Circle 2020 Winners: 'First Cow,' Chadwick Boseman, and More”. IndieWire⁠(d). Arhivat din original la 24 decembrie 2020. Accesat în 8 septembrie 2021.
92. ↑  Davis, Clayton (26 ianuarie 2021). „'Minari' Tops New York Film Critics Online Awards, Ellen Burstyn and Yuh-Jung Youn Tie for Supporting Actress”. Variety. Arhivat din original la 5 ianuarie 2021. Accesat în 8 septembrie 2021.
93. ↑  Davis, Clayton (4 ianuarie 2021). „'Minari' Wins Big With North Carolina Film Critics Association, Chloé Zhao's Directing Winning Streak Continues”. Variety. Arhivat din original la 26 martie 2021. Accesat în 8 septembrie 2021.
94. ↑  Chaleva, Lilia (6 decembrie 2021). „Мария Бакалова и Стефани Кирякова станаха почетни граждани на Бургас”. Dir. Arhivat din original la 8 noiembrie 2022. Accesat în 11 septembrie 2022.